# Inbound marketing
Il termine inbound marketing indica una metodologia di business che attira i clienti creando contenuti di valore ed esperienze su misura per loro. Mentre il marketing cosiddetto Outbound (in uscita) interrompe il pubblico promuovendo i contenuti (si pensi agli spot televisivi), la metodologia Inbound si focalizza sul creare connessioni e risolvere i dubbi e i problemi che il pubblico già ha.
Con l'Inbound si passa dall'Interruption al Permission Marketing: l'audience va conquistata fornendo contenuti interessanti e utili per il target di riferimento, non interrotta.

## Descrizione
Le strategie di cui l'Inbound Marketing si può servire sono:
- il contenuto (ovvero la creazione di una strategia di Content Marketing);
- la SEO (Search Engine Optimization ) e la SEM (Search Engine Marketing);
- il Social Media Marketing;
- l'Email Marketing.

I vantaggi dell'inbound marketing possono essere estesi a qualsiasi organizzazione o tipo di azienda, che sia a scopo di lucro o meno, che utilizzi il "canale" Internet (sito web in primis) come mezzo di comunicazione con clienti esistenti e potenziali. Essi possono essere riassunti in:
1. La capacità di essere trovati su Internet attraverso le parole chiave che potenziali clienti usano per cercare la risoluzione ad un problema di business. In altre parole, amplificare la probabilità di essere "scoperti" o "rintracciati" su Internet, in contesti affini al business che l'organizzazione conduce.
2. Capire cosa fanno i potenziali clienti una volta arrivati sul sito web. Che cosa leggono, che argomento,
3. Quale problema, soluzione o prodotto li attrae maggiormente, etc. Questo punto viene chiamato anche "conversione" (dall'inglese "conversion"), in quanto racconta all'organizzazione in che modo potenziali clienti diventano tali. Usando una analogia relativa alla vendita al dettaglio di scarpe, un potenziale cliente (del negozio di scarpe in questione, che non sa ancora di esserlo) passeggia per il marciapiede. Passa davanti alla vetrina. Da un'occhiata perché sa che a breve avrà bisogno di paio di scarpe nuove. Vede dei modelli nuovi, che incontrano decisamente il suo gusto e sono anche relativamente a buon mercato. Entra e comincia a parlare con la commessa. In questo preciso istante è avvenuta la conversione. Da passante "ignaro" a potenziale cliente.
4. Tracciare, misurare ed ottenere una semplice reportistica che fornisca all'organizzazione informazioni utili a comprendere come migliorare il sito web, quali social network sono più efficaci ed efficienti, cosa piace e cosa non si sintonizza con i potenziali clienti, e soprattutto come avviene la conversione da potenziale cliente a cliente vero e proprio. Quali fattori contribuiscono in modo decisivo, cosa deve essere migliorato o abbandonato.

## Metodologia
La metodologia inbound consiste nell’insieme dei processi attraverso i quali un utente – sconosciuto – si trasforma in un cliente e poi in un promotore di un certo brand o business.
In questo set di processi, il contenuto conserva una centralità essenziale, perché solo attraverso la creazione di contenuti pertinenti è possibile attrarre l'attenzione dell'audience di riferimento – inclusi i prospect – e convertirli prima in clienti acquisiti e poi in referral e promotori. Oltre ai contenuti, un elemento centrale della metodologia di inbound è la call to action (CTA)
Gli stage dell'inbound funnel sono quattro.
1. Attract: il processo di attrazione è  determinato dalla creazione di contenuti pensati specificatamente per i bisogni e gli interessi del mercato obiettivo, distribuiti nel posto giusto e al momento giusto.
2. Convert: una volta che l'utente è  diventato un visitatore del sito o di qualsiasi altra piattaforma web di un brand o di una azienda
3. Close: la trasformazione del lead in un cliente acquisito.
4. Delight: è l’ultimo dei quattro stage dell’inbound funnel e ci si può riferire a questo anche con la terminologia “customer delight”.

### Lead Scoring
Il lead scoring è "un modello efficace che aiuta i reparti di vendita e di marketing a identificare i prospect potenzialmente più preziosi per l'azienda e il suo attuale imbuto di vendita" . Si tratta di un metodo quantitativo per assegnare un "punteggio" a un lead per determinare se è valido per la pipeline di un'azienda . Quando un lead raggiunge una certa soglia di punteggio, viene inviato dal marketing al team di vendita per essere esaminato. Assegna un valore numerico a ciascun lead in base a fattori quali il livello di interesse, la corrispondenza con il mercato target dell'azienda e la probabilità di diventare un cliente pagante. In questo modo, il call center può dare priorità ai lead e allocare le risorse di conseguenza.
Per determinare se un lead è pronto per la vendita si applicano due criteri:
1. Criteri demografici: Si basano su dati quali l'età, il titolo di lavoro e/o informazioni sull'azienda, come le dimensioni, il fatturato, ecc.
2. Criteri comportamentali: In base alle azioni compiute da un lead, come cliccare su un link in un'e-mail, guardare un video o visitare pagine di un sito web.